# Вейвлет
Ве́йвлет (англ. wavelet — небольшая волна, рябь; также всплеск, реже — вэйвлет) — математическая функция, позволяющая анализировать различные частотные компоненты данных. График функции выглядит как волнообразные колебания с амплитудой, уменьшающейся до нуля вдали от начала координат. Однако это частное определение — в общем случае анализ сигналов производится в плоскости вейвлет-коэффициентов (масштаб — время — уровень) (Scale-Time-Amplitude). Вейвлет-коэффициенты определяются интегральным преобразованием сигнала. Полученные вейвлет-спектрограммы принципиально отличаются от обычных спектров Фурье тем, что дают чёткую привязку спектра различных особенностей сигналов ко времени.

## История
В начале развития области употреблялся термин «во́лночка» — калька с английского. Позднее применялся предложенный К. И. Осколковым термин «всплеск». Английское слово «wavelet» означает в переводе «маленькая волна», или «волны, идущие друг за другом». И тот и другой перевод подходит к определению вейвлетов. Вейвлеты — это семейство функций, которые локальны во времени и по частоте («маленькие»), и в которых все функции получаются из одной посредством её сдвигов и растяжений по оси времени (так что они «идут друг за другом»).
Разработка вейвлетов связана с несколькими отдельными путями рассуждений, начавшимися с работ Альфреда Хаара в начале XX века. Весомый вклад в теорию вейвлетов внесли Гуппилауд, Гроссман и Морле, сформулировавшие то, что сейчас известно как непрерывное вейвлет-преобразование (НВП) (1982), Жан Олаф-Стромберг с ранними работами по дискретным вейвлетам (1983), Добеши, разработавшая ортогональные вейвлеты с компактным носителем (1988), Малла, предложивший кратномасштабный метод (1989), Натали Делпрат, создавшая временно-частотную интерпретацию CWT (1991), Ньюланд, разработавший гармоническое вейвлет-преобразование, и многие другие.
В конце XX века появляются инструментальные средства по вейвлетам в системах компьютерной математики Mathcad, MATLAB и Mathematica (см. их описание в книге Дьяконова В. П.). Вейвлеты стали широко применяться в технике обработки сигналов и изображений, в частности, для их компрессии и очистки от шума. Были созданы интегральные микросхемы для вейвлет-обработки сигналов и изображений.
В декабре 2000 года появился новый международный стандарт сжатия изображений JPEG 2000, в котором сжатие осуществляется при помощи разложения изображения по базису вейвлетов.
В 2002—2003 годах появился ICER — формат сжатия изображений на основе вейвлет-преобразований, используемый для фотоснимков, получаемых в дальнем космосе, в частности, в проектах Mars Exploration Rover.

## Определения, свойства, виды
Существует несколько подходов к определению вейвлета: через масштабный фильтр, масштабную функцию, вейвлет-функцию. Вейвлеты могут быть ортогональными, полуортогональными, биортогональными.
Вейвлетные функции могут быть симметричными, асимметричными и несимметричными, с компактной областью определения и не имеющие таковой, а также иметь различную степень гладкости.
Примеры вейвлетов:
- вейвлет Хаара
- вейвлеты Добеши
- вейвлеты Гаусса
- вейвлет Мейера
- вейвлеты Морле
- вейвлет Пауля
- вейвлет MHat («Мексиканская шляпа»)
- вейвлеты Койфмана — койфлеты
- вейвлет Шеннона

## Вейвлет-преобразования
Рассматривают функцию (взятую будучи функцией от времени) в терминах колебаний, локализованных по времени и частоте.
Используются в обработке сигналов, нередко заменяя обычное преобразование Фурье во многих областях физики, включая молекулярную динамику, вычисления ab initio, астрофизику, локализацию матрицы плотности, сейсмическую геофизику, оптику, турбулентность, квантовую механику, обработку изображений, анализы кровяного давления, пульса и ЭКГ, анализ ДНК, исследования белков, исследования климата, общую обработку сигналов, распознавание речи, компьютерную графику, мультифрактальный анализ и другие.
Вейвлет-анализ применяется для анализа нестационарных сигналов медицинских диагностических приборов, в том числе в электрогастроэнтерографии.
Вейвлет-преобразования обычно делят на дискретное вейвлет-преобразование (ДВП) и непрерывное вейвлет-преобразование (НВП).

### Дискретное
Вейвлеты, образующие ДВП, могут рассматриваться как разновидность фильтра конечного импульсного отклика.
Применение: обычно используется для кодирования сигналов (в технических приложениях, в компьютерных областях).

### Непрерывное
Вейвлеты, образующие НВП, подчиняются принципу неопределённости Гейзенберга и соответственно базис дискретного вейвлета также может рассматриваться в контексте других форм принципа неопределённости.
Применение: для анализа сигналов (научные исследования).

## Теория вейвлетов
Связана с несколькими другими методиками.
Все вейвлет-преобразования могут рассматриваться как разновидность временно-частотного представления и, следовательно, относятся к предмету гармонического анализа.
Дискретное вейвлет-преобразование может рассматриваться как разновидность цифрового фильтра с конечным импульсным откликом.